# 浅見八瑠奈
浅見 八瑠奈（あさみ はるな、1988年4月12日 - ）は、愛媛県伊予市出身の日本人の女子柔道家である。階級は48キロ級。血液型はA型。段位は四段を取得。組み手は右組み。得意技は背負投、体落、袖釣込腰。父親は講道館杯や体重別等で優勝経験のある浅見三喜夫。

## 人物
- 新田高校から、山梨学院大学現代ビジネス学部に進学して、2011年春に卒業した[3]。
- のちにコマツ女子柔道部に所属している[4]。
- コマツではコーポレートコミュニケーション部広報グループに所属しており、そこには週2度ほど出勤している[5]。
- 周囲からは「生野陽子（フジテレビアナウンサー）とよく似ている」と言われる[6]。尚、浅見はフジテレビのバレーボールワールドカップ2011中継のアスリートゲストで出演した際に、生野陽子との2ショット写真を撮影しており、その写真が生野のブログに掲載されている[7]。
- 試合前の減量の時も終わったらショートケーキやガトーショコラを食べることばかり考えているほどケーキが好きなので、引退後はできることならパン屋で働いてみたいと思っている[8]。
- 外国に行っても、みんなが食べられないようなイナゴやカエルといった現地の食べ物も平気で食べることができるので、そういったところが国際大会でもプレッシャーを感じず、自分の力を充分に発揮できる点ではないかという[9]。
- 小学生の時に臀部を相手の膝によって強打したことから、そこに尻尾のような変形した尾骨の突起ができたという[10]。
- 身長は153 cmとこの階級でも低い方だが、リーチは168 cmもある。バスト83 cm。ウエスト68 cm。視力は左右とも1.2あるが、コンタクトレンズを入れている。握力は右32 kg、左34 kg。さらに手の大きさは18 cmもあり、よく2階級上の選手の大きさだと言われる。足のサイズは24 cm[11]。
- 兄弟には、小さい時から様々な大会でお互い競い合ってきた、インターハイ48 kg級で5位になったことのある2つ年上の姉と、帝京大学柔道部出身である1つ年下の弟がいる[11]。
- モットーは、相手より先に技をかけること[12]。
- 綜合警備保障に所属している78 kg超級の田知本愛は一番仲の良い選手で、同じ年ながら「お姉ちゃん」と呼んでよくお互いの相談話を持ちかけたりしている。もともとは田知本愛の妹で2016年リオデジャネイロオリンピックの70 kg級で金メダルを獲得した田知本遥と仲良くしていたが、ヨーロッパでの合宿を契機に田知本愛とも親密になった[13][14]。一方で、田知本遥の方は浅見のことを本当の姉のように慕っているという[15]。
- 愛媛県選挙管理委員会によって、第46回衆議院議員総選挙を啓発するためのメインキャラクターに中矢力とともに選ばれた[16]。
- 1人カラオケを趣味にしており、西野カナや英語の歌などを3時間近く歌う。以前では考えられなかったものの、最近は「あまり人の目が気にならなくなったのかな」だという[17]。
- 2017年には結婚して坂本姓となった。2018年9月には第一子となる男児を出産した[18]。

## 経歴

### 中学まで
3歳くらいの時から柔道を始めて、幼稚園の時には同級生の男子を投げ飛ばしてすかさず抑え込み、べそをかかせたりしていたが、先生に柔道は喧嘩のために使うものではないと怒られたことにより、それ以降は素人相手に柔道の技を使っていないという。
伊予柔道会に所属していた伊予市立南山崎小学校時代には、愛媛県青少年柔道大会の学年別大会に毎年出場して、1回を除いて全て優勝を果たした。また、伊予柔道会と新田高校の1年後輩には2011年の73 kg級世界チャンピオンである中矢力がいた。その中矢とは少女時代に対戦したこともあった。一方で、小学生時代はピアノも習っていた。
港南中学に進むと、2年の8月には全国中学校柔道大会44 kg級に出場して、準決勝で富士宮第二中学3年の清水明子に技ありを取られて敗れるものの、3位となった。
中学3年になると48 kg級に階級を上げて、8月の全国中学校柔道大会では決勝まで進出するが、香月中学3年の湧川のなに0-3の判定で敗れて2位にとどまった。さらに9月には全日本ジュニアにも出場して中学生ながら準決勝まで進出するが、そこで2歳年上である藤村女子高校2年の山岸絵美に出足払で一本負けすると、その後の3位決定戦でも国際武道大学1年の坂野歩に効果を取られて5位にとどまった。

### 高校時代
高校は父親が柔道部を指導する新田高校へ進学した。その父親は校内で一番恐れられていた存在だったこともあり、周囲からはよく「あれが浅見の娘だ」と言われてイヤな思いもしたという。
また、学校では父親を「先生」と呼んで敬語を付けて話さなければならなかったものの、家では「お父さん」と呼んでいた。しかし、会話を交わすことはあまりなかったという。なお、稽古でミスをすると家に帰ったら父親に怒られるので、そういう時は家に帰りたくなかった。高校2年になる直前の3月に全国高校選手権への出場を果たすが、決勝で大阪工大高校2年の伊部尚子に大内刈で効果を取られて2位に終わった。
その後、高校2年の8月にはインターハイ準決勝で夙川学院高校3年の小林咲里亜に背負投で一本負けをし3位、続く9月の全日本ジュニアの準決勝でも山岸に指導1を取られて3位にとどまった。
11月には初のシニアの全国大会となる講道館杯に出場して初戦は突破するものの、2回戦で近畿大学クラブの大井麻理子に後袈裟固で一本負けすると、敗者復活戦でも小林咲里亜に有効を取られて敗れて、メダルを獲得できずに終わった。
12月には団体戦の愛媛国際親善女子柔道大会に地元愛媛県代表で出場して順調に勝ち上がり、決勝で全日本代表チームと対戦するが、1階級上の選手である淑徳大学2年の西田優香に背負い投げで一本負けして、チームも2位に終わった。この当時は女子部員が4名しかおらず、おまけに全員が軽量級の選手だった。そんな中にあって、高校選手権の団体戦県予選決勝で大将同士の対戦において勝利して優勝を飾ったことが、高校時代の一番の思い出だという。
高校3年の4月には体重別に初出場を果たすが、初戦でミキハウスの北田佳世に背負投で一本負けを喫した。その後、8月のインターハイでは決勝に進出するが、藤村女子高校2年の浅香夕海に小内刈で効果を取られて2位に終わった。この時、山梨学院大学柔道部総監督の西田孝宏に、「オレが日本一にしてやる!」と声を掛けられたこともあってか、大学は山梨学院大学に進学することを決めた。
続く9月の全日本ジュニアの準決勝では東海大学の小林咲里亜に小内刈で敗れて前年に続いて3位にとどまった。11月に出場した講道館杯でも、準々決勝で筑波大学1年の伊部尚子に効果を取られて敗れるが、3位決定戦ではコマツの宝真由美を判定で破り3位は確保した。
また、高校3年の5月には初めての個人戦での国際大会となる韓国ジュニア国際に出場するが、中国の呉樹根に敗れて3位にとどまった。この時父親に、「48 kg級で負けて帰る奴はおらん」と叱咤されたことがきっかけで、「48 kg級で負けはあり得ない」と意識するようになった。
2007年に入ると、高校卒業直前に出場した2月のベルギー国際では、準決勝でこの当時の世界チャンピオンであったキューバのヤネト・ベルモイから有効を取って優勢勝ちした勢いで、決勝でも宝真由美から効果を取って勝ち、シニアの国際大会初優勝を果たした。

### 大学以降
4月には山梨学院大学に進学すると、その直後には体重別に出場するが、初戦で渋谷教育学園渋谷高校3年の中村美里に小外刈で2度効果を取られて敗れた。
5月のフランスジュニア国際では、決勝でポーランドのエヴァ・コニエチヌイを破って優勝を果たした。
続いて6月には団体戦の都道府県対抗全日本女子柔道大会に愛媛県チームの一員として出場すると、決勝では体重別で敗れた東京都代表の中村美里と対戦して引き分けるが、チームは敗れて2位に終わった。
9月の全日本ジュニア決勝では、二見中学3年の福本奈緒を開始早々に横四方固で一本勝ちして大学生の貫禄を示すとともに、ようやく全国大会での初優勝を果たした。
続く10月の学生体重別では、決勝で伊部尚子に背負い投げで技ありを取られると、その後に体落で有効を取り返すも2位に終わった。
しかし11月の講道館杯では、準決勝で三井住友海上の山岸絵美と対戦すると、GSに入ってから効果を取り優勢勝ち、決勝では宝真由美を指導1で破って、父娘2代でこの大会の優勝を勝ち取った。ジュニアのみならずシニアの全国大会である今大会でも優勝を果たしたことにより、オリンピックの存在を強く意識するようになったという。
さらに、翌週には青島国際に出場するも、準決勝でベルモイに敗れて3位に終わった。続く12月の嘉納杯でも、準決勝で同じくベルモイに朽木倒で技ありと有効を取られるが、攻め返して指導3を取り返すものの敗れた。3位決定戦では韓国の金英蘭に崩袈裟固で一本勝ちするも結果として3位にとどまった。この時には、「ベルモイに敗れて悔しいが、銅メダルが取れて、ほっとしている。これから、外国人選手の対策を練って、海外で活躍できる選手になれるように努めたい。とりあえず、組み手に拘り練習したい」と発言した。そのすぐ後に開催された団体戦の愛媛国際親善女子柔道大会に愛媛代表として出場するが、1階級上の相手と2戦して2試合とも引き分けにとどまり、チームも予選で敗れた。
2008年に入ると、2月のベルギー国際において、予選リーグ2回戦で有効を取って優勢勝ちした以外は、決勝でフランスのエミリ・ラフォンに大外刈で一本勝ちしたのをはじめ7試合のうち6試合で一本勝ちして、前年に続いて2連覇を果たした。続く全国体育系学生女子体重別団体大会では山梨学院大学の優勝に貢献した。4月の体重別準決勝では、オリンピックを目指すきっかけの選手になったというトヨタ自動車の谷亮子と対戦して、前半指導1を取られるが後半は掬投などで果敢に攻め込んだものの健闘及ばずに敗れた。この対戦では指導1の差しかなかったので、谷をもう少し研究すれば勝てるのではないかという感触をつかめたと言う。
10月の学生体重別決勝では、帝京大学2年の近藤香が仕掛けた袖釣込腰を返して効果で優勢勝ちを収めて、学生チャンピオンとなった。
試合後の優勝インタビューでは、「決勝の相手は何度も戦っている強い相手、挑戦者のつもりで頑張った。投げを返しただけのポイントなので納得していない、もっと稽古して日本を代表する選手になりたい」と語った。
続く11月の講道館杯では、3回戦で伊部尚子にGSの末に判定負け（1-2）するものの、その後持ち直して、3位決定戦では宝に判定勝ちを収めて3位に入った。この際、「途中で負けてしまったが、先生がここで諦めるな最後まで自分の柔道をやれと押してくれて、気持ちを立て直すことが出来ました。チームに同じ階級の仲間（黒江優希と濱口光）がいる事は強くなるチャンスなので、いいライバルとして3人で頑張っていきたい」とコメントを残した。
さらに12月の嘉納杯では、準決勝で山岸絵美とGSまでもつれこんだものの、旗判定（0-3）で敗れるが、3位決定戦ではモンゴルのムンフバット・ウランツェツェグに指導3で勝つものの、前年に続いて3位にとどまった。その時には「山岸さんとは力の差があると感じた。48 kg級は国内の人達が強いので、稽古を重ねて負けないようにしていきたい。海外遠征に行ける事になったが、ランキング制が導入されて、優勝するとポイントが付くのでポイントを取るよう頑張りたい」と語ったが、山梨学院大学女子柔道部監督の山部伸敏には、この大会で外国選手に負けなかった点は評価された。

#### 国際大会での活躍
2009年に入ると、まずは1月のワールドカップ・ソフィアで、決勝でロシアのリュドミラ・ボグダノワに体落で一本勝ちしたのをはじめ、5試合全てに一本勝ちして優勝を果たした。2月にはワールドカップ・ウィーンにおいて、決勝こそ呉樹根に指導2での優勢勝ちだったものの、準決勝ではオリンピック金メダリストであるルーマニアのアリナ・ドゥミトルに体落で一本勝ちしたのを含めて、5試合のうち4試合を一本勝ちして優勝を果たした。
続く4月の体重別準決勝では、了徳寺学園職員の福見友子にGSまでもつれたが旗判定（0-3）で敗れた。その際に、「福見さんとは初めての対戦だったが組み手を持てなかった、先に組まれて動かされた。福見さんは片手でも技が出せる、自分はまだ2本持たないと力が出せない、判定以上の差を感じた。課題は組み手争いに勝つこと、まだまだです」とコメントを残した。
5月のグランプリ・チュニスでは、決勝でチュニジアのカネス・ムバルキに上四方固で勝利したのを始め、3戦全てを一本勝ちで優勝した。7月には、ユニバーシアード個人戦の決勝で、モンゴルのムンフバットを袖釣込腰で破ったのをはじめ、4戦全て一本勝ちで優勝すると、続く団体戦においては、1階級上の選手を相手に、4試合のうち3試合で一本勝ち、残り1試合は有効を取って優勢勝ちを果たして、日本の団体戦優勝に大きく貢献し、ユニバーシアード2冠を達成した。
その後、10月の学生体重別決勝では近藤香に、GSの末旗判定（0-3）で敗れて2連覇はならなかった。その際に、「近藤さんとは7回目の対戦で初めて負けた。悔しいが、相手は何度もこの思いをしたんだとも思った。勝った時よりも今回の方が勉強になった。この悔しさを次の講道館に生かして優勝したい」とコメントした。11月の講道館杯では、準決勝で伊部とGSまでもつれこむものの3-0の判定で勝利するが、決勝では山岸に指導2を取られて優勢負けして2位にとどまった。その時には、「今回は優勝を狙っていたので悔しいです。差はあまり感じなかったが、攻め時に攻めきれなかった。逆に指導狙いの相手の足とり攻撃を3回連続許したことが敗因だと思う」とコメントを残した。
12月の東アジア大会では、決勝で北朝鮮のパク・オクソンを体落で破ったのをはじめ、3戦全て一本勝ちで優勝した。そのすぐ後に地元で開催された団体戦の愛媛国際親善女子柔道大会には愛媛代表で出場して、2戦して2試合とも一本勝ちを果たすが、チームは予選で敗れた。
2010年1月には世界ランキングの上位16名が集まるワールドマスターズ大会に出場した。初戦で山岸絵美と対戦すると、開始直後に山岸が肩車の動きに入って浅見の脚に手をかけてきたことにより、この大会から正式に導入された、下半身への攻撃は一回で反則負けが適用となる新ルールによって反則勝ちとなった。準決勝では2009年の世界チャンピオンである福見友子に隅落で一本勝ちした。さらに決勝も前年の学生体重別で敗れた近藤香に有効2つを取って優勢勝ちした。かくして、国内のみならず世界においても最大のライバルと言える福見、山岸を直接対決で破って、年間王者決定戦ともいえる今大会を制することになった。この時には、「2人に勝って優勝できて本当に嬉しいです。前から世界に出たいと思っていたのですが、国内で福見さんと山岸さんには勝てなかったので……。でも、自分が世界に出ても勝てるんじゃないかとは思っていました」とコメントした。
続く2月のワールドカップ・ブダペストでは、準々決勝までは一本勝ち、準決勝でドゥミトルに有効を取っての優勢勝ち、決勝では世界ジュニアチャンピオンであるブラジルのサラ・メネゼスに指導3での優勢勝ちを果たして、5試合のうち3試合で一本勝ちして優勝した。
この時点まで、前年1月のワールドカップソフィア以降の国際大会では7連勝を成し遂げ、団体戦の試合も含めて総計34勝を記録。そのうち29勝が一本勝ち（反則勝ち1つを含む）と、一本勝ちの多さが目立った。
しかし、翌週は当初出場予定だった山岸に代わって出場したグランプリ・デュッセルドルフにおいて、準決勝でドゥミトルに腕緘で一本勝ちするも、決勝で福見とGSまでもつれたが指導2の優勢負けを喫することになった。この結果、国際大会での連勝は7で止まったものの、決勝までの4試合を全て一本勝ちして上がった。
また、2007年12月の嘉納杯でベルモイに優勢負けして以降、この時点まで外国選手には46連勝を果たした(2試合の引き分けを含む)。

#### 世界選手権代表へ
優勝候補の一角として臨んだ体重別では、初戦で近藤香を指導3で下し、準決勝では山岸絵美とGSまでもつれこんだ結果、判定(2-1)ながら勝利を収めた。決勝では福見友子相手に奮闘するものの、GSにおいて送足払で有効を取られて優勝はならなかった。試合後のインタビューでは、「相手の方が手が長いので、組み手争いは厳しいが、課題を克服しようと取り組んでいる。この1年間で海外では勝てるようになった。国内ではまだ勝てないが、差は縮まっていると感じている。新しい技も磨いています。優勝出来なかったので世界選手権には出られないと思います」と答えた。
しかしながら、全日本女子代表監督の園田隆二が「（浅見を）選考しない理由がない」ときっぱり述べたように、国際大会での際立った活躍ぶりや、体重別で山岸を破って決勝まで上がってきた点などが評価されて、福見とともに48 kg級の世界選手権代表に選出されることとなった。
5月はじめの全日本合宿ではマスコミの取材に対して、「優勝しないと（12年）ロンドン五輪につながらないと思う」「48キロ級は責任重大。負けられない気持ちが強い」「ここで負けたら『選ぶんじゃなかった』と言われる。絶対に勝ちたい」と決意を語った。
7月にはグランドスラム・モスクワに出場するが、初戦でランキング圏外の選手であるロシアのクリスティーナ・リュミャンツェワに開始早々内股すかしで一本負けを喫して思わぬ不覚を取った。この敗戦によって、2007年12月の嘉納杯でベルモイに優勢負けして以降続いていた対外国選手の連勝記録が46でストップした。この試合では調子が良すぎたので、引き手を取らず無造作に技をかけたため相手の技に掛かってしまったので、これを教訓に組み手には今まで以上に気を付けるよう強く意識するようになったと、後のインタビューで答えた。
グランドスラム・モスクワでポイントを稼げなかったことから、世界選手権では福見と決勝前に対戦することになってしまうので、それを避けるため、予定外だったワールドカップ・ウランバートルに参戦することになった。
ワールドカップ・ウランバートルでは決勝までの2試合を一本勝ち、決勝でも韓国の鄭貞娟から技ありと有効を取って快勝したことによって、世界ランキングでは福見に次いで2位に付けることになり、世界選手権の組み合わせでは福見とは別のパートになった。

#### 世界選手権で優勝
9月に東京で開催された世界選手権では強い決意のもと、迷彩柄の勝負パンツで戦いに挑んだ。初戦はベルギーのアメリ・ロセヌーを開始50秒の大内刈でしとめるが、2回戦ではカナダのイサベル・ラトゥリッペに先に大外刈で有効を取られるも指導2を取り返してポイントで追いつき、最後には体落で一本勝ち、3回戦は呉樹根を内股で一蹴して、準々決勝ではポルトガルのレアンドラ・フレイタスを小外刈で破ると、続く準決勝でもドゥミトルを小外刈で破り、ここまでの5試合をオール一本勝ちで勝ち上がると、決勝では福見友子を終始攻め立て、指導2を奪い優勢勝ちを収めて世界チャンピオンとなった。今回の福見との対戦では、今までのように下から釣り手を取りにいくことにこだわらず、自在に組み手を作り変えながら積極的に前に出ることで相手の思うような組み手にさせず、さらに足技が良く出たのが勝因につながったという。また、この時の優勝には常に浅見の練習に付き合い、福見友子をはじめとしたライバル対策の研究を十全にサポートした、同じ学年で仲の良い濱口光の貢献が少なからずあったと見る向きもある。
10月には世界選手権後最初の試合である体重別団体に山梨学院大学の一員として出場するが、準決勝で帝京大学の近藤香と対戦して小内刈で技ありを取られて敗れチームも3位にとどまった。
11月には講道館杯に出場すると初戦から順調に勝ち上がり、準決勝では伊部尚子から小外刈で有効を取って破ると、決勝の近藤香戦では先に指導1を先行されるものの、GSになったところを袖釣込腰で技ありを取って破り、この大会3年ぶり2度目の優勝を果たした。その際に、「これから厳しい試合が続きますが、一つ一つ乗り越えて、オリンピックで優勝できたらと思います」と答えた。
12月には世界チャンピオンになってから初めての国際大会となるグランドスラム・東京に出場するが、準々決勝で近藤香に小内刈で有効を取られて5位に終わった。なお、今大会を放映したテレビ東京からは「柔道界のアイドル」なるキャッチコピーが付けられた。
2011年1月にはワールドマスターズに出場して、初戦から順当に勝ち上がり、準決勝でメネゼスに崩上四方固で一本勝ち、決勝では山岸絵美に指導2で優勢勝ちを果たし、前年に続いてマスターズで2連覇を達成した。
2月にはグランドスラムパリに出場して、準決勝ではメネゼスを上四方固で一蹴すると、決勝でもハンガリーのチェルノビツキ・エーヴァに開始早々三角絞めからの横四方固めで一本勝ちを収め、グランドスラム大会で初優勝を果たした。さらに今大会においては、柔道家として最も模範となる行動を示した選手に授与される心技体トロフィーをフランス柔道連盟から授与された。続くワールドカップ・オーバーヴァルトには出場しなかったが、その大会に出場するライバルの近藤香に頼まれて打ち込みの相手をした。近藤はその大会で優勝すると、浅見に「打ち込みを受けてくれてありがとう。東京の世界選手権に優勝した時はうれしかった。それをずっと言いたかった」と述べた。お互い切磋琢磨してきた同学年のライバルにそのように言われたことが非常に印象に残っているという。
4月にはコマツに入社すると、社会人になって初の大会となる体重別に出場した。初戦は伊部尚子に2-1の判定で辛勝すると、準決勝では近藤香に指導2を取って攻め勝つものの、決勝では福見友子を判定ながら破って勝ち上がってきた山岸絵美を攻め込むことができず指導1を取られて、GSまでもつれこんだ末に2-1の判定で敗れ2位に終わった。しかし国際大会での実績から世界選手権代表には選出された。
6月にはグランドスラム・リオデジャネイロに出場して、準決勝ではチェルノビツキに先に指導1を取られたものの合技で逆転の一本勝ち、決勝でも地元のメネゼスを背負投の有効で破り、2月のグランドスラムパリに続いてグランドスラム大会2連覇を達成した。

#### 世界選手権で2連覇達成
8月にパリで開催された世界選手権では、2回戦でマカオのレオン・シウ・ポウに上四方固めで一本勝ち、3回戦でキューバのダヤリス・メストレに先に指導1を取られるが、大内刈で有効を取って逆転の優勢勝ち、準々決勝では呉に内股で一本勝ち、準決勝ではメネゼスに小内刈で一本勝ち、決勝では去年に続いての対決となった福見相手に、序盤から優位に試合を進めて先に指導1を取り、終盤には大内刈で有効をとって優勢勝ちして世界選手権2連覇を達成した。その際に、「一度優勝しただけでは、たまたまと思われてしまうので、連覇できてほっとしている。ロンドン五輪に一歩近づいたと思う」と述べた。
また、世界選手権で連覇を達成したことで、全柔連強化委員長の吉村和郎が「女子代表の柱」と評価した。
9月にはパリで開催された日仏対抗親善柔道大会に出場して、フレデリク・ジョシネからGSに入った直後に背負投で一本勝ちした。
12月にはグランドスラム・東京に出場して、初戦で筑波大学の遠藤宏美を横四方固で一本、準々決勝で鄭貞娟に不戦勝すると、準決勝ではベルギーのシャルリーヌ・ファンスニックにてこずるものの、寝技で何度も抑え込むに入るなどして優勢に試合を進めて3-0の判定勝ち(但し、外国選手相手に初めて旗判定まで持ち込まれた)、決勝では福見相手に先に指導1を取られるも、その後小外刈で一本勝ちを収めて今大会初優勝を飾った。監督の園田は、続く ワールドマスターズでも浅見が優勝した場合はオリンピック代表当確となることを示唆した。
2012年1月には ワールドマスターズに出場して、準決勝でイタリアのエレナ・モレッティに崩袈裟固で一本勝ちするも、大会直前に全治1ヶ月となる左膝靱帯の怪我をしたことも影響してか、決勝の福見戦では本来の鋭い足技が影を潜めて、福見に先に攻め込まれて指導2を取られて、後半攻め返すも指導を取り返すまでには至らず2位に終わり、大会3連覇はならなかった。これにより、オリンピック代表もお預けになる格好となった。また、このケガの影響で2月の欧州遠征は取り止めることになった。
その後、全柔連が主催した「感謝のつどい」の場において、2011年の最優秀女子選手に選出された。その際に贈呈された賞金30万円は、「貯金します」と答えた。
3月には文部科学省から「スポーツ功労者」として表彰を受けた。
さらに、公開練習の場においてキレのある動きを見せて、怪我が順調に回復していることをアピールした。

#### ロンドンオリンピック代表落選
5月の体重別では、初戦で藤枝順心高校3年の岡本理帆に1-2の判定で敗れたことにより、これまでのロンドンオリンピック代表争いで大きくリードしてきた実績が考慮されず、結果として今大会優勝した福見に代表の座を譲る形となってしまった。
なお、体重別の1ヶ月前からずっと緊張していて、1週間前からは寝られなくなっていたという。体重別終了後の強化委員会による代表選考会議では、48 kg級の選考に時間が割かれた。一部では世界選手権2連覇の実績を有する浅見を推薦する声も出掛かっていたが、強化委員長の吉村和郎が「1週間前から寝られなかった」という浅見の言葉に反応して、これではオリンピックでプレッシャーに打ち勝てないと苦言を呈すると、全柔連会長の上村春樹が優勝した福見を強く推薦したために、福見選出の方向に流れが決まったという。ある出席者は「この展開で浅見を選べば世間は納得しないだろう」と感想を述べた。しかしながら、浅見は今大会に1勝していれば代表当確だったともいう。
柔道サイト eJudoからは、「48 kg級の代表選考は、浅見と福見による世界王者同士が直接対決で勝負をつけるしかもはや公正明大な決定の仕方がないと思われるケースであった。しかし、この大会は最終選考会と銘打たれながら、オリンピック代表選考には関係ない選手も参加させてのトーナメント戦という性格も有している。そのため、ロンドンオリンピック出場の可能性が全くない“夾雑物”である岡本理帆に引っ掻き回され、世界王者同士の直接対決を経た上での代表決定というシナリオが完全に狂ってしまった」という指摘もなされた。
体重別の翌週に開催された強化合宿には参加する必要はなかったものの、「全然やる気はないけど逃げる自分は嫌だった」と語って気丈にも参加して見せた。
その後のロンドンオリンピックでは結果的に福見が5位に終わったため、全柔連による代表選出に疑問の声が上がった。オリンピックの同階級5大会連続メダリストの谷亮子からも、「私は浅見選手が頭一つ抜きん出ていると思っていた。（浅見が出場していたら）きっちり照準を合わせていたかもしれない」との認識が示された。

#### 再出発
8月には実業個人選手権に出場すると、決勝で日体大柔友会の笠原歩美に合技で一本勝ちして今大会初優勝を飾った。この際に、「久しぶりに楽しく柔道ができました」「組み手と寝技を強化した。自分はできると再確認できた」と述べると、来年の世界選手権を目指すことも合わせて表明した。
11月には講道館杯に出場して、準決勝で大学の後輩である山梨学院大学1年の山崎珠美を大内返で破ると、決勝では近畿大学4年の十田美里相手に指導1を先取するなど優勢に試合を進めて3-0の判定で優勢勝ちして、今大会2年ぶり3度目の優勝を飾った。
12月にはグランドスラム・東京に出場して、初戦で十田に指導2で勝つと、準決勝で韓国の鄭普涇を横四方固、決勝ではメストレを三角絞めからの横四方固めで破って、今大会2連覇を飾った。続いて強化合宿に参加した際には、「以前から取り組んでいる背負い投げを完成させ、来年は3連覇したい」と述べた。また、来年から試験導入される帯から下に触れることの全面禁止や組み合うことが奨励される新ルールに関して尋ねられると、「体の小さな人には厳しいが、自分から先に組んで攻めればいい」と語った。
2013年2月には新ルールとなって最初の大会となるグランドスラム・パリに出場すると、準決勝でムンフバットを指導2、決勝では地元フランスのレティシア・ペイエに小外刈の技ありで快勝して、今大会2年ぶり2度目の優勝を飾った。帯から下を攻めることが全面的に禁止となり、相手の組み手を嫌う選手には素早い指導が与えられることになる新ルールについては、「自分にはやりやすかったものの、組み手を意識し過ぎて足が止まってしまうこともあった」と述べた。また、女子柔道強化選手への暴力問題に関しては、「答えられない」と発言するのみだった。
3月25日には新たに南條充寿が監督となった全日本代表チームにおける初めての強化合宿に参加したが、その際に「（練習の）雰囲気は変わりつつあると思う。応援してもらえるように頑張りたい」と語った。
5月に開催された体重別前の記者会見では「柔道界は良くないイメージを持たれているが、見ている人に感動をもう一度与えられたらいい」「昨年は柔道人生で最も悔いが残った。たくさんの人に支えられたなかで、前に進んできた。その成果を出したい」と語った。
体重別では準決勝で遠藤を大外刈で破ると、決勝では大学の後輩である山崎から有効2つを先取すると最後は一本背負投で一本勝ちして、今大会8度目の出場でようやく優勝を成し遂げて世界選手権代表に選ばれた。
7月下旬に釧路で行われた強化合宿の際には、全柔連会長の上村が8月中に辞任することになった事に関して、「全く気にならないわけではないが、自分のことに集中する」と語った。

#### 世界選手権3連覇ならず
8月にリオデジャネイロで開催された世界選手権では、2回戦でカザフスタンのアレクサンドラ・ポドリャドワを内股すかし、3回戦でルーマニアのカルメン・ボグダン、準々決勝でメストレをそれぞれ合技で破ると、準決勝でもファンスニックを体落の技ありで破るが、決勝ではモンゴルのムンフバット・ウランツェツェグに巴投げからの腕挫十字固で敗れて2位に終わり、世界選手権3連覇はならなかった。2010年7月のグランドスラムモスクワで敗れて対外国選手の連勝記録が46で途切れたが、その直後のワールドカップウランバートルで勝って以降、今大会まで外国選手には42連勝を記録していたが、その記録も再び途切れることになった。試合後のインタビューでは、「体調も気持ちも万全で、自信もあった。負けてしまい、申し訳ない。いろんなことが足りなかった。今後のことは、自分と向き合ってもう一度考えたい。」とコメントした。
11月には世界選手権で負傷した右肘靭帯が完治していないことを理由に、グランドスラム・東京への出場を見合わせることになった。また、「自分の感覚が戻らない。とにかく治したい」として、復帰時期も明言しなかった。
12月には強化合宿に参加すると、2016年リオデジャネイロオリンピックまで現役を続行する意向であることを表明した。「どこを目指してやるのかと自問自答していた。続けると決めたからにはしっかりやる」と語った。また、海外での練習も視野に入れることになった。ただし、来年2月のヨーロッパ遠征に参加するかは未定だという。

#### 復活に向けて
2014年1月に入ると、「心身のリフレッシュを図るため」に当面は国内外の大会に参加せず、休養することを明らかにした。2016年のリオデジャネイロオリンピックを目指して練習は続けるが、春からはフランスのパリに留学することも検討している。約1年ほど実戦から離れることになるため、今年の世界選手権には出場しないことになった。復帰は11月の講道館杯になるという。コマツ柔道部監督の松岡義之は、「心身ともに疲れ切っていたからリフレッシュが必要。いろいろな刺激を受けることが五輪を再び目指すきっかけとなる」と語った。
3月には、昨年の世界選手権で3連覇を達成できなかったことから「柔道に対する気持ちがわからなくなった」として、気分転換を図るために1ヶ月ほどフランスに渡り、ホームステイをしながらクラブチーム巡りや観光などを行って過ごした。自らを見つめ直す機会を得たことで、「過去の成績にとらわれないで新しい自分の力で勝ち上がりたい。自分の今の夢は五輪」と思いを新たに復活を期することになった。復帰戦は8月の実業個人を予定している。
5月には半年振りに全日本女子代表チームの強化合宿に参加すると、同じく今合宿に参加したブラジルチームのメネゼスなどと乱取りを行った。
8月には1年ぶりの大会となる実業個人選手権に2年ぶりに出場するが、準決勝で常翔学園教員の伊部に技ありで敗れて3位にとどまった。その際に、「まだ五輪の舞台にだけ立てていない。そこを目指すために帰ってきた」「久しぶりの大会で楽しくできました。試合勘も思っていたほど落ちてなく、体力的にも問題ありませんでした」と述べるとともに、「次こそは結果を出したい。代表の座をとりにいく」とアピールした。
11月の講道館杯では決勝で帝京大学1年の渡名喜風南をGSに入ってから指導1で破って、今大会2年ぶり4度目の優勝を果たした。この際に、「やるからには誰にも負けたくない。どんな道を通っても、リオにたどりつく」と新たな決意を語った。
12月のグランドスラム・東京からは19歳で世界チャンピオンとなった三井住友海上の近藤亜美と2016年リオデジャネイロオリンピックの代表争いを演じることになるが、「自分が追い掛ける立場で、勝たなければならない相手。冷静かつ大胆にできればいい」、「実戦に強い子という印象がある。自分は追いかける立場。結果を出せば周りに認めてもらえる」との見解を示した。そのグランドスラム・東京では準決勝まですべて一本勝ちするものの、決勝の近藤戦では開始早々の巴投げで有効を取られると、その後ポイントを取り返せず2位に終わった。試合後には「久しぶりだったけどやれた部分はある」「もっと闘うことができる」と語った。
2015年2月にはグランプリ・デュッセルドルフに出場するが、準決勝でムンフバットに技ありを取られて敗れた。3位決定戦ではイタリアのバレンティーナ・モスカットを指導2で破り3位になった。今回の試合では精神面でいまいち乗り切れなかったが、対戦相手が懸命に戦っていることを感じ取ったことによって、これではいけないと気持ちが切り替わるきっかけにもなった。
4月の体重別では決勝で近藤から体落で有効を取って2年ぶり2度目の優勝を飾り、近藤とともに世界選手権代表に選ばれた。今大会を振り返って、「自分のいいところが出た。ほぼ、いいときの状態に戻っていると思う」と語った。また、一時期柔道から離れていた際には、「目標が決まらず、体や心がきつかった」ものの、リオデジャネイロオリンピックを目指すという明確な目標が定まったことにより、「今はやるべきことが決まっているので、体が着いてくる」「出たかった五輪に出られなかったという思いが今もある。それが自分の気持ちを動かしている部分はある」「自分が強くなれば誰にも負けない」とコメントした。
5月のアジア選手権では準決勝まで全て一本勝ちすると、決勝では2連敗していたムンフバットを大外刈の有効で破り、2年3ヶ月ぶりに国際大会での優勝を飾った。団体戦には初戦のモンゴル戦でケガをして出場できなくなった了徳寺学園職員の西田優香に代わって出場した。準決勝の台湾戦では横四方固で一本勝ちするが、決勝の韓国戦では1階級上の52 kg級の選手であるキム・ミリに指導1で敗れたものの、チームは優勝を飾った。
7月の所属先における世界選手権壮行会では、父親の三喜夫が「人生の助言をさせていただく」として綴った次のような手紙が読み上げられた。「世界チャンピオンには、技や体力が優れた選手ではなく、最も人間的に成長している者がなるべきであると思っているし、八瑠奈にはその権利があると確信している」。それに対して浅見は、「いつもかけてもらっている言葉ですが、改めて聞いて、泣きそうだった」と返答した。さらには、「今の自分が世界で勝てるかを、自分自身で確かめる大会になる。来年のリオデジャネイロ五輪には何が何でも出たい。その思いをぶつける」と決意を述べた。
8月にアスタナで開催された世界選手権では3回戦で世界ランク1位のムンフバットを指導1で破るなどして決勝まで進むと、世界2位であるアルゼンチンのパウラ・パレトと対戦するが、指導1を先取しながら後半になって指導2を取り返されて2位に終わり、4年ぶり3度目の世界選手権優勝はならなかった。試合後、次のように語った「次につなげたかったので、銀メダルは悔しい。決勝は攻め切れず、世界の壁は高く感じた。これが実力。来年のリオ五輪では必ず金メダルを持ち帰りたい」。12月のグランドスラム・東京では準決勝でメネゼスと対戦して技ありを先取されるが指導2を取り返すと、終了直前に払腰で技ありを取って逆転勝ちした。決勝では近藤と対戦して終了30秒ほど前に指導2でリードするも、その直後に大外刈と袈裟固の合技で逆転の一本負けを喫して2位に終わった。試合後に、「（五輪代表レースで）厳しい立場になったと受け止めるが、まだまだ諦めていない」と語った。

#### またもやオリンピック代表はならず
2016年1月には新年最初の強化合宿においてオリンピック代表選考への意気込みを尋ねられると、「全て(の選考対象大会を)勝てば代表はおのずと自分のものになる。今は結果が一番欲しい」と述べた。2月のグランドスラム・パリでは準決勝でムンフバットに背負投で技ありを取られて敗れると、3位決定戦でも今まで6戦全勝していたメネゼスに背負投の有効で敗れて5位に終わった。4月の体重別では初戦でA－LINEの森崎由理江と対戦すると、指導2を先取されるも指導1を取り返すが、終了20秒前に大内返で有効を取られて、4年前に続くよもやの初戦負けを喫した。オリンピック代表を争うライバルの近藤が今大会で優勝したために、2016年リオデジャネイロオリンピック代表には選出されなかった。試合後には、「自分の技が相手とかみ合わず、本来の柔道ができなかった。4年間の思いがあってここに懸けていたので、いつもと違った。プレッシャーも怖さも全身で受け止めたが、勝つことは難しい」「これが実力。自分のベストは尽くしたので後悔はない」と語った。今後については未定だという。
10月には半年ぶりの試合となる国体成年女子の部に愛媛県チームの一員として出場するも、初戦で会社の1年後輩である52 kg級の橋本優貴に優勢負けしたのをはじめ、48 kg級の安達沙緒里、52 kg級の角田夏実と準決勝までの3試合全てに敗れた。決勝では茨城県チームと対戦して内尾真子と引き分けるも、代表戦で宇高菜絵が能智亜衣美に敗れたためにチームは2位となった。

#### 引退とその後
国体直後に現役引退を表明した。すでに9月には全柔連に強化指定選手の辞退届を提出していたという。引退に際しては、「いい思いも、苦しい思いもした。全てがいい経験だった。やり切ったので悔いはない」「25年間、無我夢中で柔道に打ち込んできました。五輪を目指して歩んできた夢への挑戦の過程は、私にとって一生の財産です」と語った。今後はコマツのコーチとして後進を指導することとなった。なお、ライバルのムンフバットは浅見の引退に関して次にように述べた。「浅見選手のことはライバルとしてとても尊敬していました。私をここまで高めてくれた。彼女のおかげでここまで来れました。心から、ありがとうと言いたいです。そして浅見選手だけでなく、浅見選手を育ててくれた日本の皆さんにもありがとうと言いたいです」。引退直後には全日本女子代表チームのシニア及びジュニアの強化アシスタントに就任した。オリンピック代表に選ばれなくても、その後の強化合宿にきちんと参加して練習相手を努める姿勢が評価された。新たに女子代表監督となった増地克之は、「選手の目線に近い。コーチの勉強の意味もあるが、練習に取り組む姿勢は若い選手に伝えてほしい」と述べた。2017年の世界選手権には女子代表チームのコーチとして参加した。

## 世界ランキング
- 世界ランキングの年度別変遷

|      | 2009年 | 2010年 | 2011年 | 2012年 | 2013年 | 2014年 | 2015年 | 2016年 | 2017年 |
| ---- | ------ | ------ | ------ | ------ | ------ | ------ | ------ | ------ | ------ |
| 順位 | 9      | 2      | 1      | 2      | 4      | 19     | 7      | 14     | 131    |

(出典、JudoInside.com)。

## 戦績
| 年月       | 大会                             | 成績                     |
| ---------- | -------------------------------- | ------------------------ |
| 2002年8月  | 全中                             | 3位(44 kg級)             |
| 2003年8月  | 全中                             | 2位                      |
| 2005年3月  | 全国高校選手権                   | 2位                      |
| 2005年8月  | インターハイ                     | 3位                      |
| 2005年9月  | 全日本ジュニア                   | 3位                      |
| 2006年5月  | 韓国ジュニア国際                 | 3位                      |
| 2006年8月  | インターハイ                     | 2位                      |
| 2006年9月  | 全日本ジュニア                   | 3位                      |
| 2007年2月  | ベルギー国際                     | 優勝                     |
| 2007年5月  | フランスジュニア国際             | 優勝                     |
| 2007年9月  | 全日本ジュニア                   | 優勝                     |
| 2007年10月 | 学生体重別                       | 2位                      |
| 2007年11月 | 講道館杯                         | 優勝                     |
| 2007年11月 | 青島国際                         | 3位                      |
| 2007年12月 | 嘉納杯                           | 3位                      |
| 2008年2月  | ベルギー国際                     | 優勝                     |
| 2008年2月  | 全国体育系学生女子体重別団体大会 | 優勝                     |
| 2008年4月  | 選抜体重別                       | 3位                      |
| 2008年10月 | 学生体重別                       | 優勝                     |
| 2008年11月 | 講道館杯                         | 3位                      |
| 2008年12月 | 嘉納杯                           | 3位                      |
| 2009年1月  | ワールドカップ・ソフィア         | 優勝                     |
| 2009年2月  | ワールドカップ・ウィーン         | 優勝                     |
| 2009年4月  | 選抜体重別                       | 3位                      |
| 2009年5月  | グランプリ・チュニス             | 優勝                     |
| 2009年7月  | ユニバーシアード                 | 個人戦、団体戦ともに優勝 |
| 2009年10月 | 学生体重別                       | 2位                      |
| 2009年11月 | 講道館杯                         | 2位                      |
| 2009年12月 | 東アジア大会                     | 優勝                     |
| 2010年1月  | ワールドマスターズ               | 優勝                     |
| 2010年2月  | ワールドカップ・ブダペスト       | 優勝                     |
| 2010年2月  | グランプリ・デュッセルドルフ     | 2位                      |
| 2010年4月  | 選抜体重別                       | 2位                      |
| 2010年7月  | ワールドカップ・ウランバートル   | 優勝                     |
| 2010年9月  | 世界選手権                       | 優勝                     |
| 2010年10月 | 体重別団体                       | 3位                      |
| 2010年11月 | 講道館杯                         | 優勝                     |
| 2010年12月 | グランドスラム・東京             | 5位                      |
| 2011年1月  | ワールドマスターズ               | 優勝                     |
| 2011年2月  | グランドスラム・パリ             | 優勝                     |
| 2011年4月  | 選抜体重別                       | 2位                      |
| 2011年6月  | グランドスラム・リオ             | 優勝                     |
| 2011年8月  | 世界選手権                       | 優勝                     |
| 2011年12月 | グランドスラム・東京             | 優勝                     |
| 2012年1月  | ワールドマスターズ               | 2位                      |
| 2012年8月  | 実業個人選手権                   | 優勝                     |
| 2012年11月 | 講道館杯                         | 優勝                     |
| 2012年11月 | グランドスラム・東京             | 優勝                     |
| 2013年2月  | グランドスラム・パリ             | 優勝                     |
| 2013年5月  | 選抜体重別                       | 優勝                     |
| 2013年8月  | 世界選手権                       | 2位                      |
| 2014年8月  | 実業個人選手権                   | 3位                      |
| 2014年11月 | 講道館杯                         | 優勝                     |
| 2014年12月 | グランドスラム・東京             | 2位                      |
| 2015年2月  | グランプリ・デュッセルドルフ     | 3位                      |
| 2015年4月  | 選抜体重別                       | 優勝                     |
| 2015年5月  | アジア選手権                     | 個人戦、団体戦ともに優勝 |
| 2015年8月  | 世界選手権                       | 2位                      |
| 2015年12月 | グランドスラム・東京             | 2位                      |
| 2016年2月  | グランドスラム・パリ             | 5位                      |
| 2016年10月 | 国体成年女子の部                 | 2位                      |

(出典、JudoInside.com)。

## 対外国人選手の連勝記録(引き分けを含む)
2007年12月の嘉納杯3位決定戦から2010年2月のグランプリ・デュッセルドルフ準決勝までの約2年2ヶ月の間に46連勝を記録した(2試合の引き分けを含む)。
| 連勝数                                             | ラウンド                   | 対戦相手                   | 内容                       |                            |                            |                            |
| 嘉納杯 (2007年12月9日) 3位                         | 嘉納杯 (2007年12月9日) 3位 | 嘉納杯 (2007年12月9日) 3位 | 嘉納杯 (2007年12月9日) 3位 | 嘉納杯 (2007年12月9日) 3位 | 嘉納杯 (2007年12月9日) 3位 | 嘉納杯 (2007年12月9日) 3位 |
| -------------------------------------------------- | -------------------------- | -------------------------- | -------------------------- | -------------------------- | -------------------------- | -------------------------- |
| 1                                                  | 3位決定戦                  | 金英蘭(韓国)               | 一本勝ち(崩袈裟固)         |                            |                            |                            |
| 愛媛国際親善女子柔道大会 (2007年12月16日) 予選落ち |                            |                            |                            |                            |                            |                            |
| ‐                                                  | 予選リーグ                 | ナレクス(スロベニア)       | 引き分け                   |                            |                            |                            |
| ‐                                                  | 予選リーグ                 | デルサル(フランス)         | 引き分け                   |                            |                            |                            |
| ベルギー国際 (2008年2月2日) 優勝                   |                            |                            |                            |                            |                            |                            |
| 2                                                  | 予選リーグ1回戦            | スタミビッツ(ドイツ)       | 一本勝ち(小内刈)           |                            |                            |                            |
| 3                                                  | 予選リーグ2回戦            | シライシ(アメリカ)         | 有効勝ち(小内刈)           |                            |                            |                            |
| 4                                                  | 予選リーグ3回戦            | テイト(イギリス)           | 一本勝ち(大内刈)           |                            |                            |                            |
| 5                                                  | 1回戦                      | エンテ(オランダ)           | 一本勝ち(背負投)           |                            |                            |                            |
| 6                                                  | 2回戦                      | ゴラー(ドイツ)             | 一本勝ち(袖釣込腰)         |                            |                            |                            |
| 7                                                  | 準決勝                     | オケダール(カナダ)         | 一本勝ち(体落)             |                            |                            |                            |
| 8                                                  | 決勝                       | アフォント(フランス)       | 一本勝ち(大外刈)           |                            |                            |                            |
| 嘉納杯 (2008年12月14日) 3位                        |                            |                            |                            |                            |                            |                            |
| 9                                                  | 2回戦                      | ルスニコワ(ウクライナ)     | 一本勝ち(合技)             |                            |                            |                            |
| 10                                                 | 3回戦                      | ロセヌー(ベルギー)         | 一本勝ち(体落)             |                            |                            |                            |
| 11                                                 | 3位決定戦                  | ムンフバット(モンゴル)     | 優勢勝ち(指導3)            |                            |                            |                            |
| ワールドカップ・ソフィア (2009年1月24日) 優勝      |                            |                            |                            |                            |                            |                            |
| 12                                                 | 1回戦                      | ブルシッチ(スロベニア)     | 一本勝ち(上四方固)         |                            |                            |                            |
| 13                                                 | 2回戦                      | コンドラテワ(ロシア)       | 一本勝ち(大内刈)           |                            |                            |                            |
| 14                                                 | 準々決勝                   | ルスニコワ(ウクライナ)     | 一本勝ち(合技)             |                            |                            |                            |
| 15                                                 | 準決勝                     | チェルノビツキ(ハンガリー) | 一本勝ち(体落)             |                            |                            |                            |
| 16                                                 | 決勝                       | ボグダノワ(ロシア)         | 一本勝ち(体落)             |                            |                            |                            |
| ワールドカップ・ウィーン (2009年2月14日) 優勝      |                            |                            |                            |                            |                            |                            |
| 17                                                 | 1回戦                      | クビッカ(ポーランド)       | 一本勝ち(体落)             |                            |                            |                            |
| 18                                                 | 2回戦                      | エンデリ(ハンガリー)       | 一本勝ち(合技)             |                            |                            |                            |
| 19                                                 | 準々決勝                   | サモイロワ(ロシア)         | 一本勝ち(袖釣込腰)         |                            |                            |                            |
| 20                                                 | 準決勝                     | ドゥミトル(ルーマニア)     | 一本勝ち(背負落)           |                            |                            |                            |
| 21                                                 | 決勝                       | 呉樹根(中国)               | 優勢勝ち(指導2)            |                            |                            |                            |
| グランプリ・チュニス (2009年5月9日) 優勝           |                            |                            |                            |                            |                            |                            |
| 22                                                 | 準々決勝                   | サオジ(チュニジア)         | 一本勝ち(技名不詳)         |                            |                            |                            |
| 23                                                 | 準決勝                     | コンドラテワ(ロシア)       | 一本勝ち(上四方固)         |                            |                            |                            |
| 24                                                 | 決勝                       | ムバルキ(チュニジア)       | 一本勝ち(上四方固)         |                            |                            |                            |
| ユニバーシアード個人戦 (2009年7月7日) 優勝         |                            |                            |                            |                            |                            |                            |
| 25                                                 | 2回戦                      | ファンスニック(ベルギー)   | 一本勝ち(体落)             |                            |                            |                            |
| 26                                                 | 準々決勝                   | コンドラテワ(ロシア)       | 一本勝ち(横四方固)         |                            |                            |                            |
| 27                                                 | 準決勝                     | キムソルミ(北朝鮮)         | 一本勝ち(袖釣込腰)         |                            |                            |                            |
| 28                                                 | 決勝                       | ムンフバット(モンゴル)     | 一本勝ち(袖釣込腰)         |                            |                            |                            |
| ユニバーシアード団体戦 (2009年7月11日) 優勝        |                            |                            |                            |                            |                            |                            |
| 29                                                 | 2回戦                      | レニックス(イギリス)       | 一本勝ち(背負投)           |                            |                            |                            |
| 30                                                 | 準々決勝                   | 何燦燦(中国)               | 有効勝ち(浮落)             |                            |                            |                            |
| 31                                                 | 準決勝                     | ベロワ(ロシア)             | 一本勝ち(内股)             |                            |                            |                            |
| 32                                                 | 決勝                       | ジュンユンジュン(韓国)     | 一本勝ち(背負投)           |                            |                            |                            |
| 東アジア大会 (2009年12月13日) 優勝                 |                            |                            |                            |                            |                            |                            |
| 33                                                 | 1回戦                      | 陳玉萍(香港)               | 一本勝ち(技名不詳)         |                            |                            |                            |
| 34                                                 | 準決勝                     | バルジニャム(モンゴル)     | 一本勝ち(合技)             |                            |                            |                            |
| 35                                                 | 決勝                       | パクオクソン(北朝鮮)       | 一本勝ち(体落)             |                            |                            |                            |
| 愛媛国際親善女子柔道大会 (2009年12月16日) 予選落ち |                            |                            |                            |                            |                            |                            |
| 36                                                 | 予選リーグ                 | リールカ(ドイツ)           | 一本勝ち(合技)             |                            |                            |                            |
| 37                                                 | 予選リーグ                 | エドワーズ(イギリス)       | 一本勝ち(合技)             |                            |                            |                            |
| ワールドカップ・ブダペスト (2010年2月14日) 優勝    |                            |                            |                            |                            |                            |                            |
| 38                                                 | 1回戦                      | マテイ(ルーマニア)         | 一本勝ち(大外刈)           |                            |                            |                            |
| 39                                                 | 2回戦                      | ブラシッチ(スロベニア)     | 一本勝ち(内股)             |                            |                            |                            |
| 40                                                 | 準々決勝                   | ハルフォオイ(チュニジア)   | 一本勝ち(合技)             |                            |                            |                            |
| 41                                                 | 準決勝                     | ドゥミトル(ルーマニア)     | 有効勝ち(小外刈)           |                            |                            |                            |
| 42                                                 | 決勝                       | メネゼス(ブラジル)         | 優勢勝ち(指導3)            |                            |                            |                            |
| グランプリ・デュッセルドルフ (2010年2月21日) 2位   |                            |                            |                            |                            |                            |                            |
| 43                                                 | 1回戦                      | ボドリアトワ(カザフスタン) | 一本勝ち(内股)             |                            |                            |                            |
| 44                                                 | 2回戦                      | ロセヌー(ベルギー)         | 一本勝ち(背負投)           |                            |                            |                            |
| 45                                                 | 準々決勝                   | バスチン(ドイツ)           | 一本勝ち(大内刈)           |                            |                            |                            |
| 46                                                 | 準決勝                     | ドゥミトル(ルーマニア)     | 一本勝ち(腕緘)             |                            |                            |                            |

- フジテレビが世界柔道の放映において浅見に言及した際(2010年9月12日放送分など)、浅見は対外国人選手との戦いで谷亮子の42連勝を上回る日本女子選手最高の43連勝を記録したと報じたが、実際には上記のように46連勝しており(引き分けの2試合を含む)、43連勝というのは誤報である。ちなみに、谷亮子は1996年12月の福岡国際2回戦から2008年8月の北京オリンピック準々決勝までの約11年8ヶ月の間に対外国人選手に61連勝しており、こちらもまた誤報である。(参考資料：ベースボールマガジン社発行の近代柔道バックナンバー、全柔連ホームページの大会結果)

## 有力選手との対戦成績
| 国籍               | 選手名                         | 内容                    |
| ------------------ | ------------------------------ | ----------------------- |
| 日本の旗           | 福見友子                       | 4勝4敗(うち2戦1本勝ち)  |
| 日本の旗           | 山岸絵美                       | 5勝5敗                  |
| 日本の旗           | 近藤亜美                       | 1勝2敗                  |
| 日本の旗           | 近藤香                         | 11勝3敗                 |
| ルーマニアの旗     | アリナ・ドゥミトル             | 4戦全勝(うち3戦1本勝ち) |
| ハンガリーの旗     | チェルノビツキ・エーヴァ       | 4戦全勝(全て1本勝ち)    |
| ベルギーの旗       | シャルリーヌ・ファンスニック   | 3戦全勝(うち1戦1本勝ち) |
| ブラジルの旗       | サラ・メネゼス                 | 6勝1敗(うち3戦1本勝ち)  |
| 中華人民共和国の旗 | 呉樹根                         | 4勝1敗(うち2戦1本勝ち)  |
| モンゴルの旗       | ムンフバット・ウランツェツェグ | 6勝3敗(うち2戦1本勝ち)  |

(参考資料：ベースボールマガジン社発行の近代柔道バックナンバー、JudoInside.com等)。
- 有力選手のうち日本選手に関しては、次のように述べている。
福見友子は谷の国内連勝記録(121連勝)を止めたこともあり、中学生の時には憧れていた選手であり、また、今でも尊敬できる選手。さらにその柔道スタイルは一発技より連続技で崩してくる粘り強い選手。山岸絵美は技が非常に切れるセンスのある選手。近藤は同じ右組みだが、なかなか自分の組み手にさせてもらえない強い相手と評した[9][147]。
- 外国選手に関しては次のように述べている。
ルーマニアのアリナ・ドゥミトルはやりやすい相手ではないが、後半になると根気負けしてくるのでそこが仕留めどころであり、また、相手はこちらを苦手に思っているので気持ちの点でも有利に立つ事ができている。ハンガリーのチェルノビツキ・エーヴァは3戦全て1本勝ちしているものの、変則柔道で最もやりにくい選手。ベルギーのシャルリーヌ・ファンスニックは今まであまり研究していなかったのでグランドスラム・東京2011では苦戦した。ブラジルのサラ・メネゼスは調子に波のある選手だが組んだ時に強いと感じたので、今まで5戦全勝しているもののこれからも油断はできない。中国の呉樹根にはジュニア時代に負けたことがあり、いまでもやりにくい相手ではあるが、世界選手権では2度とも一本勝ちしている。さらに、2011年の世界選手権3回戦で対戦したキューバのダヤリス・メストレは、こちらが前に出てくるところをすかさず背負投や袖釣込腰を仕掛けてきて、なかなか自分のペースに持ち込めないため非常にやりにくく、結果として技でポイントをあげて勝つことができたとはいえ、このメストレとの対戦が世界選手権において最も課題となる試合だったと述べた[148][149]。

また、負けたことのある外国選手は、この呉とロシアのクリスティーナ・ルミャンツェワという中堅選手、モンゴルのムンフバット・ウランツェツェグ、のちに52 kg級に属したキューバのヤネト・ベルモイ、ブラジルのサラ・メネゼスの5名だけである(ベルモイには2度、ムンフバットには3度敗れている)。それ以外の外国選手にはファンスニックに1度判定勝ちした以外は、全て1本勝ちかポイントを取って勝利している。

## 柔道スタイル
右組み手から内股、大内刈、体落、小外刈、袖釣込腰、さらに左右の背負投など多彩な技を繰り出す。ケンカ四つは得意ではないものの、最近は対応できるようになってきている。
立ち技は特別切れるほうではなく、とりわけ足技などはどちらかというと執拗に粘っていって最後に技をきめるタイプ。
調子がよい時は無意識のうちに足技がよく出る。さらには、立ち技で相手を崩したりポイントを奪うと、すかさず抑込技に持ち込み一本を取る堅実さを持ち合わせている。寝技は抑込技だけでなく、絞め技や関節技も時々使う。
ジュニア時代から周囲にバランスの良さを賞賛されていたように、自分の体がとても使いやすく軽快な動きが取れるという。「柔道はお腹で受ける」が持論であり、小学生の時から割れていたという腹筋がしっかりしているおかげで柔軟な動きが可能となっている。また、長身の外国選手は自らの手足の長さを有効に使いきれているのか疑問であり、自らの方がずっと正確な動きが取れると感じている。
さらに、大学生になってからは肩の力を抜けるようになったことで、とりわけ変形の多い外国選手をうまくずらしたり捌いたりすることが出来るようになり、さらに体幹の力が強くなったことで身体の軸がブレなくなった。そして、高校時代までは変則の体落のような前技ばかりだったが、大学に入ってからは小外刈、大外刈などの後技も使いこなせるようになって技の幅が広がった。
日本選手が相手になると接戦になることも少なからずあり、一本を取るケースはそれほど多くないが、その反面、外国選手に対する一本勝ちの多さは特筆すべきものがある。その理由として、この階級では非常に力が強いので当然組手も強く、組んだらいけるという感覚を持つことができ、また、相手の襟と袖を掴みさえすれば外国選手を一本で投げれる自信を有していることから、外国選手相手には最初から一本を狙いに行っているが、それに対して日本の選手は受けが強くバランス感覚が良いので一本は取りづらいので、先に先に技を仕掛けて優勢に試合を進めるように心がけているからだという。

## IJFワールド柔道ツアーにおける獲得賞金一覧
| グランプリ・チュニス                 | 2009年5月9日   | 優勝 | 3,000ドル  |
| ワールドマスターズ2010               | 2010年1月16日  | 優勝 | 6,000ドル  |
| グランプリ・デュッセルドルフ         | 2010年2月21日  | 2位  | 2,000ドル  |
| 2010年世界柔道選手権大会             | 2010年9月12日  | 優勝 | 6,000ドル  |
| ワールドマスターズ2011               | 2011年1月15日  | 優勝 | 6,000ドル  |
| グランドスラム・パリ2011             | 2011年2月6日   | 優勝 | 5,000ドル  |
| グランドスラム・リオデジャネイロ2011 | 2011年6月18日  | 優勝 | 5,000ドル  |
| グランドスラム・東京2011             | 2011年12月9日  | 優勝 | 5,000ドル  |
| ワールドマスターズ2012               | 2012年1月14日  | 2位  | 4,000ドル  |
| グランドスラム・東京2012             | 2012年11月30日 | 優勝 | 5,000ドル  |
| グランドスラム・パリ2013             | 2013年2月9日   | 優勝 | 5,000ドル  |
| 2013年世界柔道選手権大会             | 2013年8月26日  | 2位  | 4,000ドル  |
| グランドスラム・東京2014             | 2014年12月5日  | 2位  | 2,400ドル  |
| グランプリ・デュッセルドルフ         | 2014年2月20日  | 3位  | 800ドル    |
| 2015年世界柔道選手権大会             | 2015年8月24日  | 2位  | 4,800ドル  |
| グランドスラム・東京2015             | 2014年12月4日  | 2位  | 2,400ドル  |
| 総計                                 |                |      |            |
| 16大会                               | ‐              | ‐    | 66,400ドル |

- 日本選手の場合は、獲得賞金の半分は全柔連の取り分となっていたが、2013年3月からは競技者規定が改訂されて、賞金は全額選手が受け取れることになった[152]。なお、2010年のグランドスラム・パリの場合は、獲得賞金の20%がコーチの取り分となったので、3位の賞金は1,500ドルではなく1,200ドルとなった[153]。2011年の世界選手権ではメダリストに賞金ではなく贈り物が与えられた[154]。2014年7月からはIJF主催の各大会でコーチにも賞金が支給されるようになったために、選手の賞金が従来の2割減となった[155]。

## 受賞
- 平成19年度 かがやき松山大賞
- 平成23年度 かがやき松山大賞[156]。
- 平成21年度 優秀学生顕彰事業 スポーツ優秀賞[157]。
- 平成21年度 県文化・スポーツ賞(愛媛)
- 平成22年度 県文化・スポーツ賞(愛媛)
- 平成23年度 県文化・スポーツ賞(愛媛)[158]。
- 第45回ビッグスポーツ賞[159]。
- 第46回ビッグスポーツ賞[160]。
- 第10回大亀財団スポーツ賞(父娘で受賞)[161]。